# Wellman (Iowa)
Pour les articles homonymes, voir Wellman.
Wellman est une ville, du comté de Washington en Iowa, aux États-Unis. Elle est incorporée le 28 octobre 1885.

## Source de la traduction
- (en) Cet article est partiellement ou en totalité issu de l’article de Wikipédia en anglais intitulé « Wellman, Iowa » (voir la liste des auteurs).